# David Vélez
David Vélez (Medellín, Colômbia, 1982) é um banqueiro, engenheiro e empresário colombiano. Ele é CEO da startup Nubank no Brasil, México, Colômbia e Argentina.

## Biografia
Vélez tinha a intenção de criar uma empresa sem precisar ter nenhum chefe. Visitou escolas na Alemanha, em Medellín e na Costa Rica. Na Colômbia, ele estudou matemática por um ano. Quando completou a maioridade foi cursar engenharia na Universidade Stanford, todavia não obteve uma ideia para inovar o mercado através de uma empresa inovadora. Após a graduação, trabalhou na Goldman Sachs e depois conseguiu um emprego de analista na Morgan Stanley, uma empresa de serviços financeiros de Nova Iorque. Fundou sua primeira filial do Nubank no exterior no final de 2017, em Berlim. Na Alemanha continua a desenvolver a tecnologia.
De acordo com a revista Forbes possui uma fortuna estimada em 5 bilhões de dólares. Anunciou em 2021 que doará grande parte de seu patrimônio para projetos sociais ainda em vida.

### Nubank
A ideia do Nubank surgiu quando David Vélez precisou abrir uma conta corrente no Brasil. Para tanto, precisou guardar sua bolsa num armário e ainda assim a porta giratória travou prendendo-o na entrada da agência. Quando precisou de um gerente, ficou muito tempo na espera e as exigências de documentos eram muito burocráticas, por ele ser estrangeiro. Depois de finalmente conseguir abrir uma conta, notou que tudo era muito caro, com taxas absurdas de serviços simples. Foi nisto que pensou em criar um banco utilizando a tecnologia aproveitando o gancho dos smartphones usados para outros serviços no Brasil. A empresa iniciou sendo ele e seus funcionários os primeiros clientes. Passou a receber aportes da Sequoia e da Kaszek Ventures e, assim, aumentou sua base de clientes.